# Tunica vaginalis

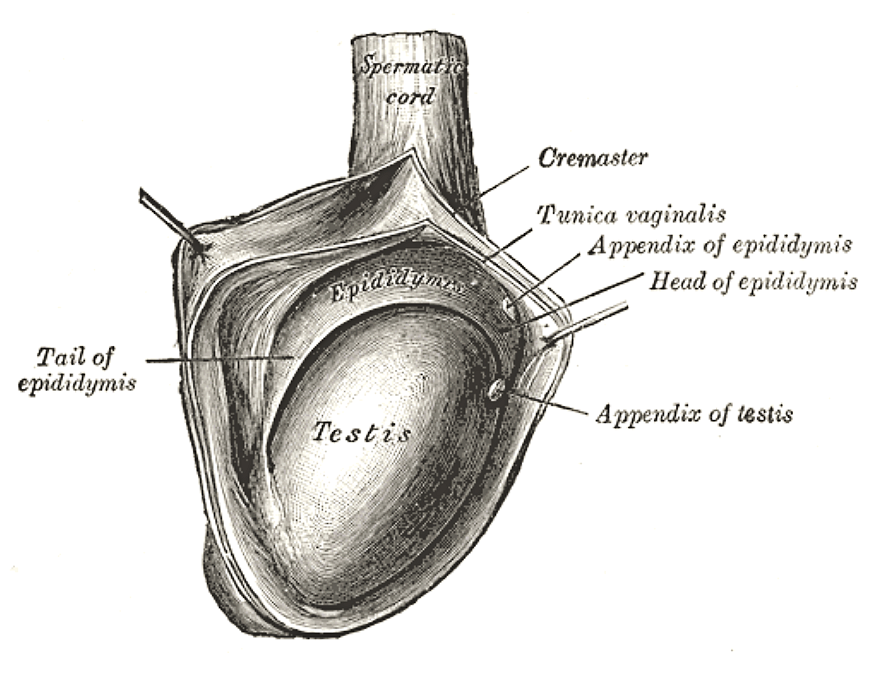
Högra testikeln, tunica vaginalis är uppmärkt i övre högra delen av figuren.

Tunica vaginalis är testikelns serösa hinna som är av peritonealt ursprung, det vill säga härstammar från bukhinnan. Tunica vaginalis har både ett parietalt blad (ytterst) och visceralt blad (innerst). Tunica vaginalis parietalis finns förutom som hinna på testikeln även som hinna på sädessträngskanalen (Canalis vaginalis). 